# 格拉比尔
格拉比尔（Grabill），美国印第安纳州艾伦县城镇，位于该县北部。总面积1.55平方公里。总人口1,053（2010年）。
格拉比尔建立于1907年前后，境内有两个社区公园。